# 마차키니역
마차키니역(이탈리아어: Maciachini)은 밀라노 지하철 3호선의 역이다. 3호선이 개통되고 난 뒤 13년이 지난 2003년 12월 8일에 문을 열었다. 2011년 3월 26일 3호선이 코마시나 역까지 연장될 때까지는 3호선의 종착역이었다.
지하에 위치한 역이며, 밀라노 코무네 내의 밀라노 순환로에 있는 마차키니 광장 (Piazzale Maciachini)에 위치해 있다.

## 환승
역 근처에 ATM에서 운영하는 트램 정거장과 일반 버스 정류장이 있다.
- 트램 정거장 (Maciachini M3, 4번)
- 버스 정류장

## 시설
이 역에는 다음과 같은 시설이 있다.
- 장애인 승객을 위한 승차 시설
- 엘레베이터
- 에스컬레이터
- 승차권 자동 판매기
- 역 감시카메라
- 426대 규모의 주차장